# والدمار هانسن
والدمار هانسن (دانمارکی: Valdemar Hansen؛ زادهٔ ۱۹ مهٔ ۱۹۴۶) بازیکن فوتبال اهل دانمارک بود.
وی همچنین در تیم ملی فوتبال دانمارک بازی کرده‌است.